# Коркин, Николай Петрович
Николай Петрович Коркин (22 мая 1906, с. Черёмушкино, Томская губерния, Российская империя — 30 декабря 1965, Омск, РСФСР, СССР) — советский военачальник, полковник (28.11.1941).

## Биография
Родился 22 мая 1906 года в селе Черёмушкино, ныне в Залесовском районе Алтайского края Российской Федерации. Русский.

### Военная служба

#### Межвоенные годы
16 октября 1928 года был призван в РККА и направлен в 6-й Хабаровский стрелковый полк 2-й Приамурской стрелковой дивизии ОКДВА в городе Благовещенск. После окончания полковой школы с 5 ноября 1929 года в том же полку командовал отделением. Курсантом этой полковой школы участвовал в 1929 году в боях на КВЖД. С 6 октября 1930 года по 1 октября 1931 года проходил подготовку на ускоренных Иркутских пехотных курсах, затем служил командиром взвода, роты и батальона в 183-м стрелковом полку 61-й стрелковой дивизии ПриВО в городе Урюпинск. В сентябре 1937 года откомандирован слушателем в Военную академию РККА им. М. В. Фрунзе. Указом ПВС СССР от 24 февраля 1938 года капитан Коркин был награжден орденом Красной Звезды. После 2-го курса в октябре 1939 года прекратил учебу и был назначен командиром 103-го запасного стрелкового полка в городе Херсон. С ноября он командовал 139-м стрелковым полком КОВО в городе Рава-Русская.

#### Великая Отечественная война
С началом войны части дивизии 22 июня 1941 года заняли оборону в Рава-Русском УРе в полосе шириной до 50 км. Во взаимодействии с частями 91-го погранотряда и 209-м корпусным артиллерийским полком они отбросили вражеские войска. В течение пяти суток дивизия стойко обороняла Рава-Русский укрепрайон и только при угрозе окружения отступила. К этому времени ее потери составили до 2/3 от первоначального состава. К утру 28 июня она достигла рубежа Жулкев, Глиньско, Фуйна, затем продолжала отходить на восток. К вечеру дивизия оборонялась на фронте Добросин, Стажиска у Львова, являясь арьергардом 6-й армии. В начале июля 1941 года она попала в окружение, из которого вышла лишь частично. 9 июля дивизия была выведена из боев и направлена на доукомплектование в Белую Церковь. 16 июля она, имея в своем составе до трех тысяч человек и около 20 орудий, была брошена в наступление на сквирском направлении, но успеха не имела и начала отход на восток. Затем ее части отражали удары противника между Фастовом и Белой Церковью. С 25 по 28 июля ее части отходили к Днепру, затем находились в обороне на каневском плацдарме. Как командир полка майор Коркин проявил себя храбрым офицером. Неоднократно лично водил батальоны в атаку. 14 августа дивизия была выведена в резерв, а Коркин направлен в СибВО.
С 10 сентября подполковник Коркин вступил во временное командование 372-й стрелковой дивизией, формировавшейся в городе Барнаул Алтайского края. С 7 ноября дивизия по ж. д. была переброшена в город Сокол Вологодской области, где включена в 59-ю армию РВГК и 18 декабря убыла с ней на Волховский фронт. С 6 января 1942 года в составе армии перешла в наступление и участвовала в Любанской наступательной операции. В боевых характеристиках на полковника Коркина этого периода отмечается слабое его руководство дивизией… 19 января он отстранен от должности и 8 февраля назначен командиром 23-й стрелковой бригады.
С 22 февраля допущен к командованию 191-й стрелковой дивизией 2-й ударной армии. Принял ее в период пополнения после выхода из окружения. С 7 февраля ее части вели бои в районе населенных пунктов Червинская Лука, м. Броница, Ручьи. 8 мая 1942 года дивизия была передана 59-й армии Волховской группы войск Ленинградского фронта и заняла оборону во втором эшелоне в районе нас. пункта Мясной Бор. 12 мая вновь был отстранен от исполнения должности и зачислен в резерв, затем в июле назначен врид командира 24-й отдельной стрелковой бригады 4-й армии Волховского фронта.
В июне 1943 года направлен на учебу в Высшую военную академию им. К. Е. Ворошилова. После окончания ее ускоренного курса в апреле 1944 года откомандирован на 1-й Украинский фронт и с 3 мая допущен к командованию 316-й стрелковой Темрюкской Краснознаменной дивизией. Ее части в это время в составе 1-й гвардейской армии находились в обороне на реке Серет. 5 июля дивизия была подчинена 38-й армии и участвовала с ней в Львовско-Сандомирской наступательной операции. 31 августа полковник Коркин был отстранен от должности и находился в распоряжении Военного совета 2-го Украинского фронта.
С 11 ноября 1944 года допущен к командованию 25-й гвардейской стрелковой Синельниковской Краснознаменной ордена Богдана Хмельницкого дивизией, находившейся в резерве. С 27 ноября она была включена в 7-ю гвардейскую армию и участвовала в Будапештской наступательной операции. Ее части 5 декабря прорвали оборону немцев в районе Демант и к 9 декабря овладели городом и ж.-д. ст. Вац — важным опорным пунктом противника на левом берегу реки Дунай, прикрывающим подступы к Будапешту. В приказе Верховного главнокомандующего дивизия отмечается за успешное форсирование реки Дунай. Однако в конце декабря полковник Коркин от занимаемой должности был отстранен и в январе 1945 года назначен заместителем командира 133-й стрелковой Смоленской Краснознаменной орденов Суворова и Богдана Хмельницкого дивизии. С 16 марта по 25 апреля 1945 года находился в госпитале, затем вновь вернулся в дивизию на прежнюю должность. На заключительном этапе войны участвовал с ней в Братиславско-Брновской и Пражской наступательных операциях.
За время войны комдив Коркин был два раза упомянут в благодарственных в приказах Верховного Главнокомандующего.

#### Послевоенное время
После войны с июня 1945 года, после расформирования дивизии, состоял в распоряжении Военных советов 40-й армии и ЦГВ. В январе 1946 года переведен в Вост.-СибВО заместитель командира 317-й стрелковой Краснознаменной дивизии, а с августа исполнял должность начальника 3-го отделения отдела боевой подготовки округа. С октября 1947 года командовал 177-м отдельным стрелковым батальоном 24-й отдельной стрелковой бригады Зап.-СибВО. С ноября 1948 года по март 1949 года состоял в распоряжении командующего войсками округа, затем назначен помощником начальника по строевой части Омского военно-медицинского училища. 14 января 1954 года гвардии полковник Коркин уволен в запас.
Проживал в Омске работал начальником отдела распространения почты управления связи.
Трагически погиб 30 декабря 1965 года, заступился в поезде за беззащитную женщину и погиб от рук бандита. Похоронен на Старо-Северном кладбище Омска.

## Награды
- орден Красного Знамени (20.06.1949)[5])
- два ордена Красной Звезды (24.02.1938[2], 03.11.1944[6][5])
- медали в том числе:
  - «XX лет Рабоче-Крестьянской Красной Армии» (1938)
  - «За оборону Ленинграда» (1944)
  - «За победу над Германией в Великой Отечественной войне 1941—1945 гг.» (1945)
  - «За взятие Будапешта» (1945)
  - «За освобождение Праги» (1945)

Приказы (благодарности) Верховного Главнокомандующего в которых отмечен Н. П. Коркин.
- За овладение важным хозяйственно-политическим центром и областным городом Украины Львов — крупным железнодорожным узлом и стратегически важным опорным пунктом обороны немцев, прикрывающим пути к южным районам Польши. 27 июля 1944 года № 154.
- За прорыв сильно укрепленной обороны противника северо-восточнее Будапешта, форсирование реки Дунай, и овладение важными опорными пунктами обороны противника — городами Балашшадьярмат, Ноград, Вац, Асод, Эрчи. 9 декабря 1944 года. № 217.

## Память
- В Залесовском районном краеведческом музее размещена экспозиция, посвящённая Николаю Коркину[4] .